# Département Mer-Égée
Mer-Égée (deutsch „Ägäisches Meer“) war von 1797 bis 1798 ein französisches Département. 
Als eines der drei Départements der Ionischen Inseln umfasste es die Inseln Zakynthos, Kythira, die Strofaden sowie Dragamesto (heute Astakos, Teil von Xiromero) auf dem griechischen Festland. 
Die anderen Départements waren Corcyre und Ithaque. 
1807 bis 1809 kamen diese Inseln erneut unter französische Herrschaft, hatten aber nicht den Verwaltungsstatus eines Départements.